# Patrick Martens
Pour les articles homonymes, voir Martens.
 (octobre 2018).
Si vous disposez d'ouvrages ou d'articles de référence ou si vous connaissez des sites web de qualité traitant du thème abordé ici, merci de compléter l'article en donnant les références utiles à sa vérifiabilité et en les liant à la section « Notes et références ».
Patrick Martens, né le 4 avril 1978 à Bréda, est un acteur et animateur de télévision néerlandais.

## Filmographie

### Cinéma
- 2005 : Zoo Rangers en Afrique de Johan Nijenhuis et Dennis Bots: Mike Bosboom[2]
- 2006 : Zoo Rangers en Inde de Johan Nijenhuis et Dennis Bots : Mike Bosboom[3]
- 2007 : Zoop in Zuid-Amerika (nl) de Johan Nijenhuis : Mike Bosboom
- 2013 : Verliefd op Ibiza (nl) : Barman
- 2013 : Le Manoir magique : Daniel
- 2013 : App de Bobby Boermans : Henry[4]
- 2013: ESC : Ober
- 2014 : Heart Street (nl) de Sanne Vogel : Host[5]
- 2014 : De Club van Sinterklaas & Het Pratende Paard (nl) : Le Juré
- 2014 : Gooische Vrouwen 2 (nl): Le styliste
- 2015 : Jack bestelt een broertje (nl) : Bassie
- 2015 : Keet & Koen en de Speurtocht naar Bassie & Adriaan (nl) de Annemarie Mooren[6]
- 2015 : Fashion Chicks (nl) de Jonathan Elbers : Lucien[7]
- 2015 : Sinterklaas en het Gouden Hart	: Goudsmit
- 2015 : Fashion Chicks	: Lucien

### Téléfilms
- 1999-2001 : tijden, slechte tijden : Morris Fischer
- 2004	: Costa! (nl) : Max
- 2004-2006 : ZOOP (nl) : Mike Bosboom
- 2005 : Lieve lust (nl) : Bas
- 2006 : Juliana, prinses van Oranje (nl) : Aswin
- 2009 : Shouf Shouf! (nl) : Kapper
- 2010 : Wolfseinde (nl) : Guy Farese
- 2012 : Divorce : Le stylite-photographe
- 2013 : Het nieuws van Sint (nl) : Dansleraar Pablo
- 2014 : Fashion Planet (nl)	: London
- 2017 : Bij Ron in het kasteel	Butler

## Animation
- 2007-2011 : Supernick (nl) : Présentateur
- 2008 : Gefopt! (nl) : Présentateur
- 2009 : De Ballen (nl) : Présentateur
- 2010 : Cool Factor (nl) : Présentateur
- 2011-2013 : Shake it : Présentateur
- 2011-2013 : Nick Battle (nl) : Présentateur
- 2011-2013 : Team Planet : Présentateur
- 2012 : Feyenoord Sinterklaas Fever : Présentateur
- 2012-2013 : Cheese : Présentateur
- 2013 : Nationale Opblijfavond : Présentateur
- 2013 Efteling TV: Het mysterie van... (nl) : Présentateur
- 2013 : Het Dinonieuws : Présentateur
- 2014-2015 : MolTalk (nl) : Co-présentateur
- 2017 : Shownieuws (nl) : Présentateur